# Prova de galé

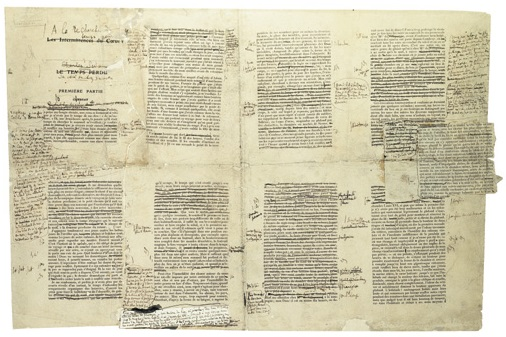
Primeira galé de A la recherche du temps perdu: Du côté de chez Swann com notas de revisão manuscritas por Marcel Proust

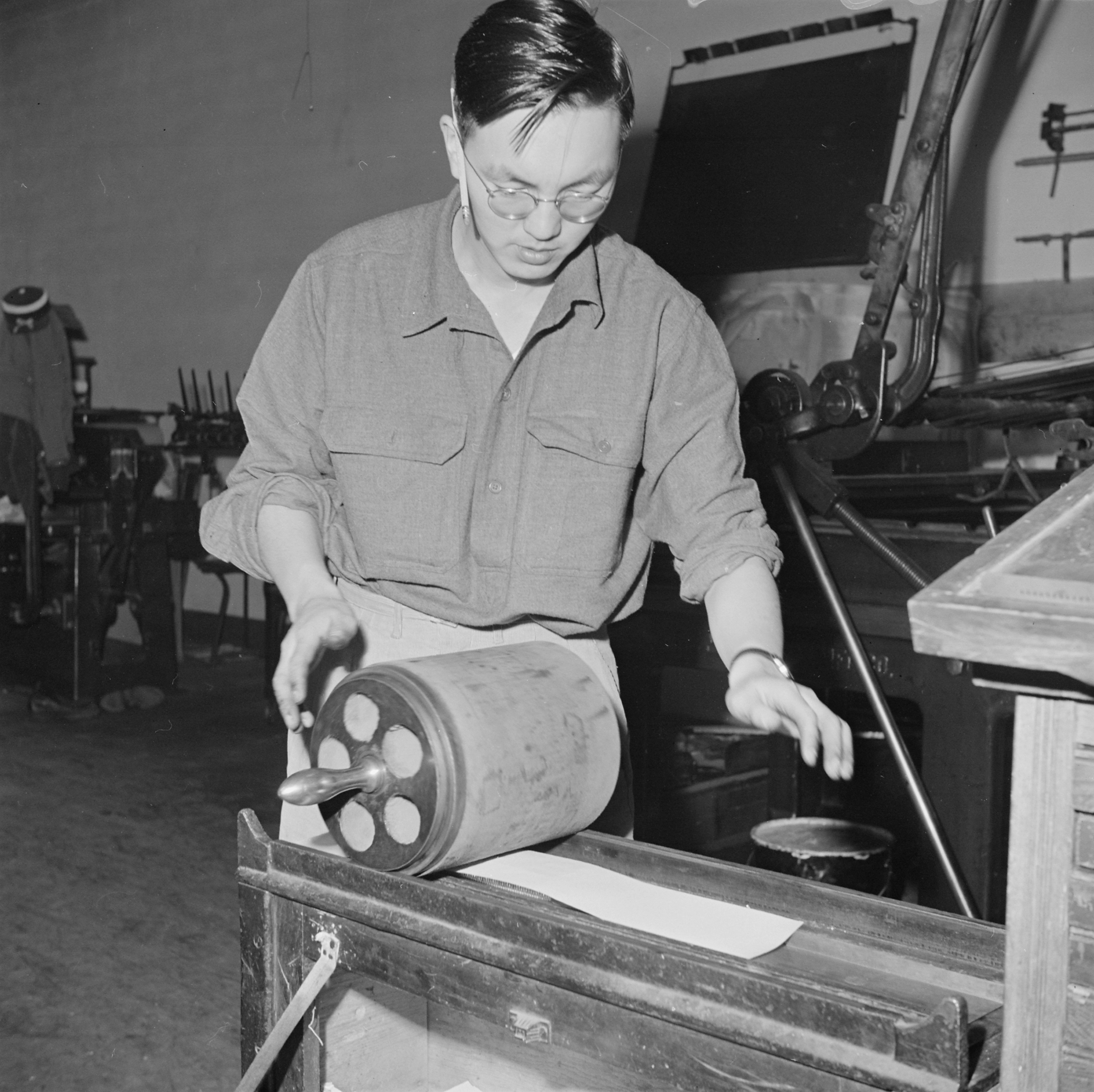
Bill Hosokawa fazendo uma prova de galé enquanto trabalhava como editor de jornal no Heart Mountain Relocation Center, 1943

Na impressão e editoração, as provas são as versões preliminares das publicações destinadas à revisão por autores, editores e revisores, muitas vezes com margens extra largas. As provas de galé podem ser não cortadas e não encadernadas ou, em alguns casos, transmitidas eletronicamente. Eles são criados para fins de revisão e edição de texto, mas também podem ser usados para fins promocionais e de revisão.

## Galés históricas
A prova, no sentido tipográfico, é um termo que data de cerca de 1600. O objetivo principal da prova é criar uma ferramenta para verificar se o trabalho é preciso. Todas as alterações necessárias ou sugeridas são marcadas fisicamente em provas em papel ou eletronicamente marcadas em provas eletrônicas pelo autor, editor e revisores. O compositor, tipógrafo ou impressor recebe as cópias editadas, corrige e reorganiza o tipo ou a paginação e providencia para que os trabalhadores da imprensa imprimam as cópias finais ou publicadas.
Provas de galé ou galés são assim chamadas porque nos dias da impressão tipográfica manual na década de 1650, a impressora colocava a página em "galés", bandejas de metal nas quais o texto era colocado e pressionando no lugar. Uma pequena prensa de prova seria então usada para imprimir um número limitado de cópias para revisão. As provas de galé são, portanto, historicamente falando, galés impressas em uma prensa de provas.
Do ponto de vista do impressor, a prova de galé, como se originou durante a era do trabalho físico, tinha dois propósitos principais, sendo eles verificar se o compositor havia ajustado a cópia com precisão (porque às vezes peças individuais de tipo ficavam colocado no estojo errado após o uso) e que o tipo estava livre de defeitos (porque o metal do tipo é comparativamente macio, então o tipo pode ser danificado).
Uma vez que uma prova de galé sem defeitos foi produzida, a editora solicitou que uma série de provas de galé fossem distribuídas a editores e autores para uma leitura final e correções no texto antes que o tipo fosse fixado na caixa para impressão.

## Provas não corrigidas
Uma prova não corrigida é uma versão de prova (em papel ou em formato digital) que ainda não recebeu a aprovação final do autor e da editora. O termo também pode aparecer nas capas de exemplares de leitura antecipada.
Hoje em dia, como muitos trabalhos de composição e pré-impressão são conduzidos digitalmente e transmitidos eletronicamente, o termo "prova não corrigida" é mais comum do que o termo mais antigo, "prova de galé", que se refere exclusivamente a um sistema de prova em papel. No entanto, se uma impressão em papel de uma prova não corrigida for feita em uma impressora de mesa ou copiadora e usada como prova em papel para marcação autoral ou editorial, ela se aproxima de uma prova de galé e pode ser chamada de galé.
As versões preliminares de provas eletrônicas também são às vezes chamadas de provas digitais, provas em PDF e provas pré-fascículo, as últimas porque são vistas como páginas únicas, não como parecerão quando reunidas em fascículos ou assinaturas para a imprensa.

## Provas finais
As provas criadas pela gráfica para aprovação do editor antes de serem impressas são chamadas de provas finais. Nesta fase da produção, todos os erros devem ter sido corrigidos e as páginas são montadas em imposição para dobra e corte na prensa. Corrigir um erro nesta fase implica um custo extra por página, por isso os autores são desencorajados a fazer muitas alterações nas provas finais, enquanto correções de última hora pela equipe editorial interna podem ser aceitas.
Na fase final de prova, os layouts de página são examinados de perto. Além disso, como as provas de página final contêm a paginação final, se um índice não foi compilado em um estágio anterior da produção, essa paginação facilita a compilação do índice de um livro e a correção de seu índice.